# Ларес (Пуэрто-Рико)
Ларес (исп. и англ. Lares) — город и муниципалитет в Пуэрто-Рико.

## География и экономика
Город расположен в горном регионе на западе Пуэрто-Рико, севернее городов Марикао и Яуко, восточнее Сан-Себастьяна и Лас-Марияс, южнее Камуя. Является частью городского ареала Аквадилья — Изабель — Сан-Себастьян. В административном отношении муниципалитет подразделяется на 10 районов и городской центр Ларес-Пуэбло.
Местная экономика носит аграрный характер. В муниципии выращиваются в первую очередь бананы, кофе, помидоры и апельсины. Развита индустрия туризма. Город знаменит на Пуэрто-Рико своим мороженым.

## История
Город Ларес был основан 26 апреля 1827 года пуэрто-риканским губернатором Франсиско де Сотомайором и был назван в честь одного из первых своих жителей, испанского дворянина дона Амадора де Лареса.
В 1868 году в Ларесе вспыхнуло первое в истории Пуэрто-Рико вооружённое восстание против испанского колониального господства на острове. Восстание это, получившее название Грито де Ларес (в переводе с исп. — «Крик Лареса»), было быстро подавлено испанскими войсками.

## Знаменитые горожане
В Ларесе родились:
- Дениза Квеноньес, Мисс Вселенная (2001)
- Хосе Фелисиано, музыкант-гитарист и певец.